# José Borja Carbonell
José Borja Carbonell (Cárcer, 4 de abril de 1902 - 26 de octubre de 1993) fue un farmacéutico, botánico taxónomo español, con especial interés en el género Sideritis.

## Trayectoria
Fue corresponsal del leridano Pío Font Quer (1888-1964), ya en contacto en 1944, recibiendo su asistencia científica y toda ayuda en sus primeros estudios botánicos. Fue con Font Quer que publica en Anales del Jardín Botánico de Madrid de 1945, vol. 6 (2) su primer aporte técnico: el Trisetum cavanillesianum Borja & Font Quer. A través de él se pone en contacto con Rivas Goday, con quien comienza en 1945 su tesis doctoral, que realiza en su tierra natal, investigando la flora de la Sierra de Corbera, que ya venía trabajando desde 1930.
Fue profesor en la Cátedra de Botánica de la Facultad de Farmacia de la Universidad Complutense de Madrid.

## Algunas publicaciones
- 1950. Estudio fitográfico de la Sierra de Corbera (Valencia). Editor CSIC. Anales del Jardín Botánico de Madrid 9: 361-483.
- 1961. Estudio de Vegetación y Flórula, del Macizo de Gúdar y Jabalambre. Editor CSIC. Anales del Jardín Botánico de Madrid 19: 3-550. Con Salvador Rivas Goday.

### Libros
- 1994. Estudi fitogràfic de la Serra de Corbera. Eds. Corbera, València : Ajuntament. 192 pp. ISBN 84-606-2162-6

- La abreviatura «Borja» se emplea para indicar a José Borja Carbonell como autoridad en la descripción y clasificación científica de los vegetales.[1]